# بيانكا هيريديا
بيانكا هيريديا (بالإسبانية: Blanca Heredia) هي متسابقة ملكة الجمال وعارضة فنزويلية، ولدت في 1934 في كاراكاس في فنزويلا.